# Dmytro Fatiejew
Dmytro Mychajłowycz Fatiejew, ukr. Дмитро Михайлович Фатєєв (ur. 21 czerwca 1994 w Kirowohradzie) – ukraiński piłkarz, grający na pozycji obrońcy.

## Kariera piłkarska

### Kariera klubowa
Wychowanek Szkoły Sportowej nr 2 w Kirowohradzie, barwy której bronił w juniorskich mistrzostwach Ukrainy (DJuFL). 6 kwietnia 2012 rozpoczął karierę piłkarską w trzeciej drużynie Szachtara Donieck. Przed rozpoczęciem sezonu 2012/13 przeszedł do Zirki Kropywnycki. 21 lutego 2019 podpisał kontrakt z FK Lwów. 9 lipca 2019 przeniósł się do Inhulca Petrowe.

### Kariera reprezentacyjna
Występował w juniorskiej reprezentacji U-19 i młodzieżówce.